# Victor Iturriza
Victor Manuel Iturriza Álvarez, más conocido como Victor Iturriza, (La Habana, 22 de mayo de 1990) es un jugador de balonmano cubano, naturalizado portugués, que juega de pívot en el FC Oporto de la Andebol 1. Es internacional con la selección de balonmano de Portugal.
Su primer gran campeonato con la selección fue el Campeonato Mundial de Balonmano Masculino de 2021.

## Palmarés

### Oporto
- Liga de Portugal de balonmano (4): 2019, 2021, 2022, 2023
- Copa de Portugal de balonmano (2): 2019, 2021

### Consideraciones individuales
- Mejor pívot del Campeonato Mundial de Balonmano Masculino de 2025[3]

## Clubes
| Club                | País     | Año         |
| ------------------- | -------- | ----------- |
| Artística de Avanca | Portugal | 2014 - 2016 |
| FC Oporto           | Portugal | 2016 -      |